# Râul Șaroș, Bâsca Mare
Râul Șaroș este curs de apă afluent al râului Bâsca Mare. 

## Hărți
- Harta Turistică Covasna